# Triển lãm

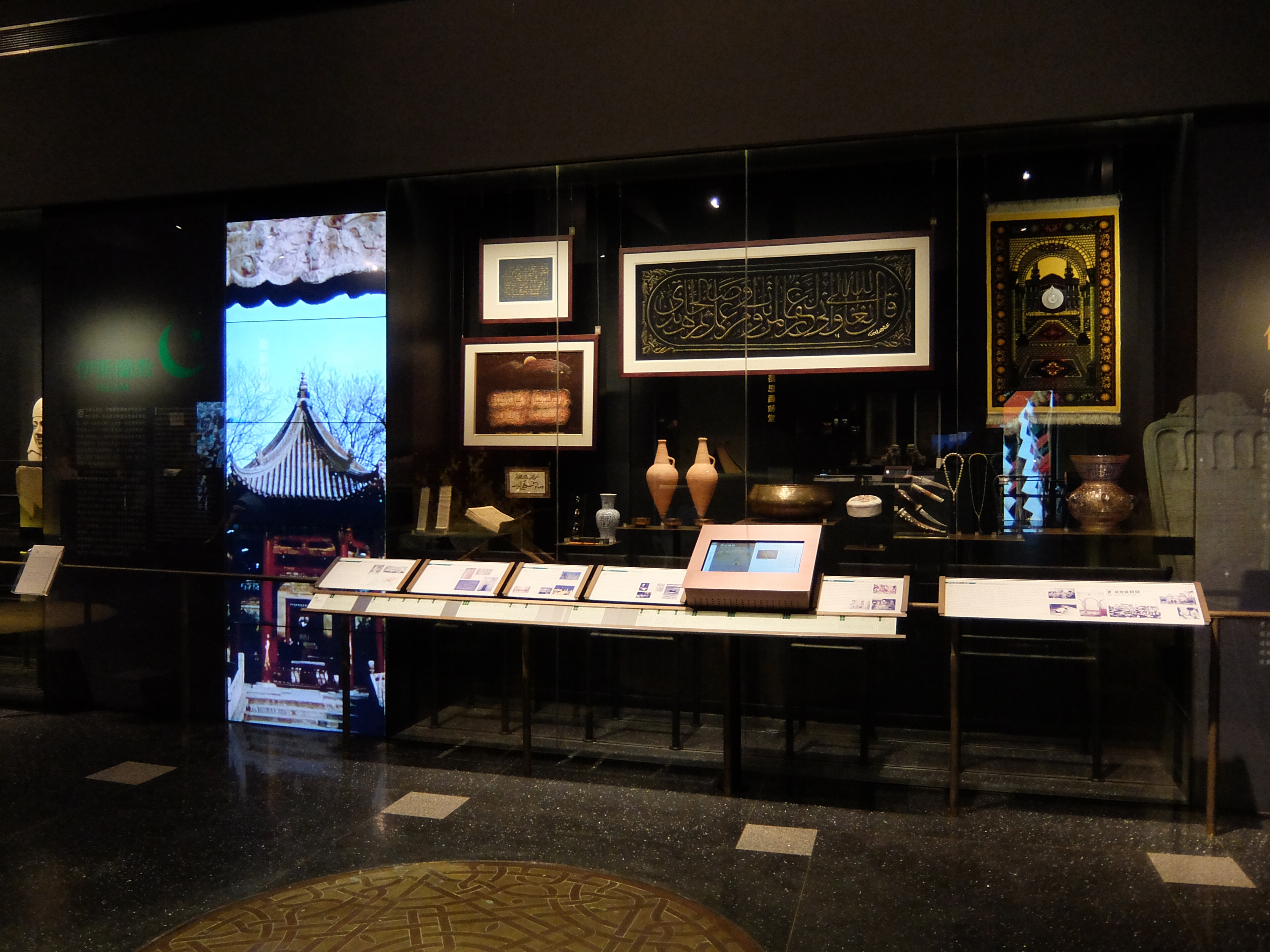
Triển lãm

Triển lãm (tiếng Anh: exhibition) là việc tổ chức trưng bày vật phẩm, tranh ảnh hoặc hàng hoá tập trung trong một thời gian và tại một địa điểm nhất định nhằm mục đích giới thiệu, quảng bá đến mọi người trong xã hội, cộng đồng. Triển lãm có hai loại chính gồm  triển lãm thương mại và triển lãm phi thương mại.

## Triển lãm thương mại
Xem thêm: Hội chợ

### Khái niệm
Được hiểu theo khái niệm giống như hội chợ, triển lãm thương mại là một loại hình hoạt động xúc tiến thương mại, đó là việc trưng bày, giới thiệu hàng hoá, dịch vụ nhằm mục đích thúc đẩy, tìm kiếm cơ hội giao kết hợp đồng mua bán hàng hoá, hợp đồng dịch vụ của các thương nhân.

### Tổ chức
Việc tổ chức triển lãm thương mại thường do thương nhân kinh doanh dịch vụ hội chợ - triển lãm thương mại thực hiện; hoặc do một tổ chức, cơ quan nào đó đứng ra tổ chức nhằm hỗ trợ các thương nhân (doanh nghiệp) xúc tiến ký kết hợp đồng tiêu thụ hàng hoá.
Chủ thể tham gia trưng bày, giới thiệu hàng hoá, dịch vụ tại các triển lãm thương mại thường là các thương nhân với mục tiêu tìm đối tác; do đó đối tượng khách hàng mà thương nhân hướng tới chủ yếu cũng là bạn hàng.
Triển lãm thương mại, cũng như các hội chợ, thường được tổ chức thành các gian hàng (diện tích lớn hoặc nhỏ, nhưng quy chuẩn tối thiểu là 3m x 3m) để các thương nhân giới thiệu về sản phẩm, dịch vụ của mình tại đó.
Nhà tổ chức (organizer) đứng ra mời, kêu gọi, tập hợp các thương nhân tham gia triển lãm thương mại; sau đó sắp xếp họ vào các vị trí gian hàng tại địa điểm của mình hoặc tự mình đi thuê. Các thương nhân tham gia triển lãm thương mại phải trả phí gian hàng cho nhà tổ chức. Trong trường hợp nhà tổ chức là một cơ quan nhà nước, các thương nhân tham gia thường được miễn phí hoặc giảm một phần chi phí so với khi tham gia triển lãm thương mại mà nhà tổ chức là thương nhân.

## Triển lãm phi thương mại
Là các triển lãm trưng bày, giới thiệu quảng bá, vật phẩm, hình ảnh đến mọi người trong xã hội, cộng đồng, không vì mục đích xúc tiến ký kết hợp đồng tiêu thụ hàng hoá hay trực tiếp tiêu thụ hàng hoá. Các triển lãm phi thương mại thường vì mục tiêu tuyên truyền, quảng bá chính trị hoặc văn hoá. 
Ví dụ các trường hợp này là: 
- Triển lãm thành tựu kinh tế quốc dân
- Triển lãm ảnh nghệ thuật, tranh cổ động...
- Triển lãm trưng bày hàng giả: nhằm giúp người tiêu dùng nhận diện và phân biệt hàng giả với hàng thật

Triển lãm thành tựu thường do các cơ quan, tổ chức của nhà nước đứng ra thực hiện chủ yếu vì mục đích chính trị. Các triển lãm tranh ảnh, vì đặc thù của vật phẩm trưng bày, thường được trưng bày như các phòng tranh, không tổ chức thành các gian hàng.